# NGC 6991
NGC 6991 est un vieil amas ouvert âgé d'environ 1,44 milliard d'années. L'amas est situé dans la constellation du Cygne.
Selon les informations de Lynga, la classification des amas ouverts de Robert Trumpler, cet amas renferme moins de 50 étoiles (lettre p) dont la concentration est moyennement faible (III) et dont les magnitudes se répartissent sur un grand intervalle (le chiffre 3). L'amas ne renfermerait que 12 étoiles.

## Découverte
Il a été découvert par l'astronome britannique John Herschel en 1829. Cependant, cet amas est à seulement quelques minutes d'arc de l'amas observé le 27 septembre par son père, William, et ce n'était évidemment pas le même groupe d'étoiles. John ne s'en rendit pas compte et il donna aux deux groupes une seule entrée dans sont catalogue. Puisque le catalogue NGC est une extension du GC, John Dreyer fit de même. C'est pour cette raison qu'il existe une certaine confusion sur l'identification des deux ou trois amas de cette région. Cependant, étant donné que John Herschel a utilisé ses propres observations pour établir la position de l'amas, c'est celui-ci qui devrait recevoir la désignation NGC 6991, qui à donner une autre désignation à celui observé par William.

## Caractéristiques
Plusieurs caractéristiques apparaissent sur la base de données Simbad, mais une publication très récente (2023) basée sur les mesures de la parallaxe par le satellite Gaia a permis une mise à jour importante des données. Les données du « GAIA EARLY DATA RELEASE 3 (GAIA EDR3) » ont également permis aux auteurs (Almeida, Monteiro et Dias) de cette publication d'estimer la masse de 773 amas ouverts, dont celle de NGC 6991 qui est de 672 ± 134 {\displaystyle M_{\odot }}.

### Distance et vitesse
Cet amas est à 551 ± 10 pc du système solaire.
Deux distances provenant des mesures de la parallaxe par le satellite Gaia sont indiquées sur la base de données Simbad : environ 577 pc (∼1 880 al) et 558 ± 4 pc (∼1 820 al). Ces valeurs sont semblables à celle obtenue par Almeida.
Six valeurs de la vitesse comprises entre −6,0 ± 3,7 km/s et −21,77 ± 0,91 km/s sont indiquées sur Simbad pour une moyenne de −13,1 ± 5,1 km/s.

### Métallicité
Trois valeurs de la métallicité sont indiquées sur Simbad : -0,068 -0,077 et +0,003. La valeur indiquée par Almeida est de 0,070 ± 0,032. Selon cette valeur, le pourcentage d'éléments lourds (plus lourd que l'hydrogène et l'hélium) de cet amas serait compris entre 109% et 126% (100,070 ± 0,032) de celui du Soleil.

## Étoiles
Simbad montre aussi un bouton nommé Children. En cliquant sur ce bouton, on atteint une section de cette base de données qui renferme un tableau contenant 1447 entrées pour NGC 6991. Cependant, des étoiles (les Children) peuvent apparaître plusieurs fois dans la deuxième colonne du tableau, d'où le nombre de liens bibliographiques qui est supérieure au nombre d'étoiles. La quatrième colonne de ce tableau indique la probabilité que l'étoile appartienne à l'amas. En cliquant sur le titre de cette colonne, on peut classer la probabilité par ordre croissant ou décroissant. En cliquant sur la désignation de l'étoile, on atteint la page de Simbad qui résume ses propriétés.